# Текстурувальник
Текстурувальник (англ. Texture artist) — фахівець, що створює текстури для цифрового мультимедіа, зазвичай для комп'ютерних ігор, фільмів і вебсайтів.
Текстурувальники часто використовують вебсайти для продажу своїх робіт, а також демонстрації навичок з метою отримання роботи в компанії-розробника комп'ютерних ігор, або з метою приєднання до команди, яка працює над «модом» (модифікацією) існуючої комп'ютерної гри для отримання досвіду і рекомендацій.